# فرانتس پلیر
فرانتس پلیر (انگلیسی: Franz Pleyer؛ ۲۳ فوریه ۱۹۱۱ – ۳ سپتامبر ۱۹۹۹) بازیکن فوتبال اهل فرانسه بود.
از باشگاه‌هایی که در آن بازی کرده‌است می‌توان به باشگاه فوتبال رن اشاره کرد.